# Gustav Anstötz
Gustav Anstötz (* 18. April 1890 in Köln; † 6. Juli 1941 in Stettin) war ein deutscher Gewerkschafter und Politiker (SPD).

## Leben und Tätigkeit
Nach dem Ersten Weltkrieg lebte Anstötz als Gewerkschaftssekretär in Stettin. Während der Weimarer Republik war er für die SPD Mitglied des Provinziallandtages von Pommern.
In der ausgehenden Weimarer Republik tat Anstötz sich als Propagandaredner gegen den Nationalsozialismus hervor: So war er z. B. Hauptredner anlässlich einer von mehreren tausend Personen besuchten Protestkundgebung in Stettin am 6. Dezember 1930, mit der gegen einen öffentlichen Auftritt des NSDAP-Reichstagsabgeordneten und berüchtigten Fememörders Edmund Heines in zwei nationalsozialistischen Massenversammlungen in der Stadt am selben Abend protestiert wurde.
Während der NS-Zeit galt Anstötz als politischer Gegner des Regimes und wurde vom Reichssicherheitshauptamt in der Gegnerkartei geführt.